# Nanicellinae
Nanicellinae es una subfamilia de foraminíferos bentónicos cuyos taxones se han incluido tradicionalmente en la familia Fusulinidae, de la superfamilia Fusulinoidea, del suborden Fusulinina y del orden Fusulinida. Su rango cronoestratigráfico abarca desde el Givetiense (Devónico medio) hasta el Frasniense (Devónico superior).

## Discusión
Clasificaciones más recientes incluyen Nanicellinae en la familia Loeblichiidae, de la superfamilia Loeblichioidea, del suborden Endothyrina, del orden Endothyrida, de la subclase Fusulinana y de la clase Fusulinata. Algunas clasificaciones lo han incluido en la Familia Nanicellidae, de la Superfamilia Nanicelloidea, del Orden Pseudopalmulida.

## Clasificación
Nanicellinae incluye a los siguientes géneros:
- Nanicella †
- Rhenothyra †